# Resultados do Carnaval de Cuiabá
Resultados do Carnaval de Cuiabá.

## 2007
| Blocos - Grupo A | Blocos - Grupo A   | Blocos - Grupo A | Blocos - Grupo A                                                                                 | Blocos - Grupo A | Blocos - Grupo A |
| Colocação        | Bloco              | Pontos           | Enredo                                                                                           | Nota             | Ref.             |
| ---------------- | ------------------ | ---------------- | ------------------------------------------------------------------------------------------------ | ---------------- | ---------------- |
| 1º               | Banana da Terra    | 49,13            |                                                                                                  |                  | [ 1 ]            |
| 2º               | Boca Suja          | 47,78            |                                                                                                  |                  | [ 1 ]            |
| 3º               | Melados            | 46,08            | O Bicho Vai Pegar                                                                                |                  | [ 1 ]            |
| *                | Vai Vai do Cai Cai | 38,72            |                                                                                                  | Rebaixado        | [ 1 ]            |
| *                | Samba Folia        | 37,59            |                                                                                                  | Rebaixado        | [ 1 ]            |
| Blocos - Grupo B |                    |                  |                                                                                                  |                  |                  |
| Colocação        | Bloco              | Pontos           | Enredo                                                                                           | Nota             | Ref.             |
| 1º               | Tradição do Araés  | 48,36            | Aráes na Preservação de suas raízes, na identificação de um povo e na construção de sua história | Promovido        | [ 1 ]            |
| 2º               | Agora Qué Quê Esse | 47,59            | Sonhos e Desejos                                                                                 | Promovido        | [ 1 ]            |
| Escolas          |                    |                  |                                                                                                  |                  |                  |
| Colocação        | Escola             | *                | Nota                                                                                             | *                | Ref.             |
| 1º               | Império do Sol     | *                | Única a desfilar                                                                                 | *                | [ 1 ]            |

## 2008
| Blocos - Grupo A | Blocos - Grupo A     | Blocos - Grupo A | Blocos - Grupo A                                         | Blocos - Grupo A | Blocos - Grupo A |
| Colocação        | Bloco                | Pontos           | Enredo                                                   | Nota             | Ref.             |
| ---------------- | -------------------- | ---------------- | -------------------------------------------------------- | ---------------- | ---------------- |
| 1º               | Boca Suja            | 59,83            | Do Congo a Vila Bela, a História do Negro em Mato Grosso |                  | [ 2 ]            |
| 2º               | Banana da Terra      | 59,33            |                                                          |                  | [ 2 ]            |
| 3º               | Eletro Samba         | 58,15            |                                                          |                  | [ 2 ]            |
| 4º               | Melados              | 57,58            |                                                          |                  | [ 2 ]            |
| 5º               | Tradição do Araés    | 57,08            |                                                          |                  | [ 2 ]            |
| 6º               | Agora o q q é esse   | 57,07            |                                                          |                  | [ 2 ]            |
| 7º               | Unidos do Porto      | 56,82            |                                                          |                  | [ 2 ]            |
| 8º               | Gaviões do Tijucal   | 53.31            |                                                          |                  | [ 2 ]            |
| 9º               | Gostoso Sou          | 52,41            |                                                          |                  | [ 2 ]            |
| 10º              | Unidos do CPA        | 48,57            |                                                          | Rebaixado        | [ 2 ]            |
| 11º              | Em Cima da Hora      | 36.07            |                                                          | Rebaixado        | [ 2 ]            |
| Blocos - Grupo B |                      |                  |                                                          |                  |                  |
| Colocação        | Bloco                | Pontos           | *                                                        | Nota             | Ref.             |
| 1º               | Nossa Raça           | 59,66            | *                                                        | Promovido        | [ 2 ]            |
| 2º               | Vai Vai do Cai Cai   | 53,32            | *                                                        | Promovido        | [ 2 ]            |
| 3º               | Afro Tripegada       | 50,98            | *                                                        |                  | [ 2 ]            |
| 4º               | Grêmio Novo Terceiro | 50,82            | *                                                        |                  | [ 2 ]            |
| 5º               | Sambafolia           | 40,98            | *                                                        |                  | [ 2 ]            |
| Escolas          |                      |                  |                                                          |                  |                  |
| Colocação        | Escola               | Pontos           | Enredo                                                   | *                | Ref.             |
| 1º               | Império do Sol       | 57,48            | Minha fauna, linda fauna                                 | *                | [ 2 ]            |
| 2º               | Império de Casa Nova | 56,15            |                                                          | *                | [ 2 ]            |

## 2009
| Blocos    | Blocos            | Blocos |
| Colocação | Bloco             | Ref.   |
| --------- | ----------------- | ------ |
| 1º        | Boca Suja         | [ 3 ]  |
| 2º        | Melados           | [ 3 ]  |
| 3º        | Tradição do Araés | [ 3 ]  |

## 2010
| Blocos           | Blocos               | Blocos | Blocos      | Blocos                                                                              | Blocos            |
| Colocação        | Bloco                | Pontos | Desempate   | Enredo                                                                              | Ref.              |
| ---------------- | -------------------- | ------ | ----------- | ----------------------------------------------------------------------------------- | ----------------- |
| 1º               | Banana da Terra      | 68,9   |             | Banana da Terra invade o cangaço e vira cabra da peste                              | [ 4 ] [ 5 ] [ 6 ] |
| 2º               | Boca Suja            | 67,2   | Antiguidade | Boca Suja abre as páginas do passado e decifra os enigmas e cultura do povo egípcio | [ 4 ] [ 5 ] [ 6 ] |
| 3º               | Eletro Samba         | 67,2   |             | Cartas e baralhos                                                                   | [ 4 ] [ 5 ] [ 6 ] |
| Escolas de samba |                      |        |             |                                                                                     |                   |
| Colocação        | Escola               | Pontos | *           | Enredo                                                                              | Ref.              |
| 1º               | Imperatriz Portuária | 85,1   | *           | O circo                                                                             | [ 4 ] [ 5 ] [ 6 ] |
| 2º               | Império do Sol       | 79,4   | *           | O despertar da natureza                                                             | [ 4 ] [ 5 ] [ 6 ] |
| 3º               | Império de Casa Nova | 75,4   | *           | A diversidade                                                                       | [ 4 ] [ 5 ] [ 6 ] |

## 2011
| Blocos           | Blocos               | Blocos | Blocos    | Blocos | Blocos |
| Colocação        | Bloco                | Pontos | Desempate | Enredo | Ref.   |
| ---------------- | -------------------- | ------ | --------- | --- | ------ |
| 1º               | Tradição do Araés    | 68,32  | Bateria   | Urubu cheiroso seu passado tem história                                                                   | [ 7 ]  |
| 2º               | Banana da Terra      | 68,32  |           | Do oriente ao ocidente o Banana exalta o GRES Estrela do Oriente                                          | [ 7 ]  |
| 3º               | Boca Suja            | 66,97  |           | Festas e datas comemorativas do ano inteiro                                                               | [ 7 ]  |
| Escolas de samba |                      |        |           | |        |
| Colocação        | Escola               | Pontos | *         | Enredo | Ref.   |
| 1º               | Imperatriz Portuária | 88,31  | *         | Na esperança do novo tempo a Imperatriz Portuária traz a história da luta do povo do Quilombo Mata Cavalo | [ 7 ]  |
| 2º               | Império de Casa Nova | 76,31  | *         | A saga de um povo                                                                                         | [ 7 ]  |
| 3º               | Império do Sol       | 73,97  | *         | Do cururu ao siriri a Império canta a cultura e tradição de um povo                                       | [ 7 ]  |

## 2012
| Blocos          | Blocos               | Blocos                | Blocos                                           | Blocos      |
| Colocação       | Bloco                | Pontos                | Enredo                                           | Ref.        |
| --------------- | -------------------- | --------------------- | ------------------------------------------------ | ----------- |
| 1º              | Sementes do amanhã   | 9,9                   |                                                  | [ 8 ] [ 9 ] |
| 2º              | Unidos do Porto      | 9,71                  |                                                  | [ 8 ] [ 9 ] |
| 3º              | Tradição do Araés    | 9,38                  | Misticismo, lendas e mistérios do Araés          | [ 8 ] [ 9 ] |
| 4º              | Melados              | 9,09                  |                                                  | [ 8 ] [ 9 ] |
| 5º              | Boca Suja            | 8,85                  | Boca Suja Canta e se encanta – Zulmira Canavaros | [ 8 ] [ 9 ] |
| 6º              | Vai Vai do Cai Cai   | 8,66                  |                                                  | [ 9 ]       |
| 7º              | Sementes do Amanhã   | 7,01                  |                                                  | [ 9 ]       |
| Escola de samba |                      |                       |                                                  |             |
| Colocação       | Escola               | Enredo                | Nota                                             | Ref.        |
| 1º              | Império de Casa Nova | A comunidade do Porto | Única a desfilar                                 | [ 8 ]       |

## 2013
Em 2013 os desfiles ocorreram em abril.

## 2014
| Blocos    | Blocos            | Blocos | Blocos | Blocos |
| Colocação | Bloco             | Pontos | Ref.   |        |
| --------- | ----------------- | ------ | ------ | ------ |
| 1º        | Banana da Terra   | 69,80  | [ 11 ] |        |
| 2º        | Tradição do Araés | 68,82  | [ 11 ] |        |
| 3º        | Unidos do Porto   | 68,55  | [ 11 ] |        |
| 4º        | Melados           | 68,10  | [ 11 ] |        |
| 5º        | Boca Suja         | 60,05  | [ 11 ] |        |

## 2015
| Blocos    | Blocos            | Blocos | Blocos    | Blocos |
| Colocação | Bloco             | Pontos | Desempate | Ref.   |
| --------- | ----------------- | ------ | --------- | ------ |
| 1º        | Banana da Terra   | 67     |           | [ 12 ] |
| 2º        | Tradição do Araés | 66     | Bateria   | [ 12 ] |
| 3º        | Unidos do Porto   | 66     |           | [ 12 ] |
| 4º        | Melados           | 66     |           | [ 12 ] |
| 5º        | Boca Suja         | 59     |           | [ 12 ] |